# 碓氷馬車鉄道
碓氷馬車鉄道（うすいばしゃてつどう）とは、かつて官営鉄道横川線（現、信越本線）の横川駅前から、碓氷峠を越えた直江津線（現、しなの鉄道線）の軽井沢駅との間を連絡していた馬車鉄道である。

## 概要
東西両京を結ぶ鉄道建設は当初中山道経由と決められたため、半官半民の私鉄である日本鉄道によって上野駅 - 高崎駅間の路線が開通した後、官営鉄道によって1885年（明治18年）10月15日に高崎駅 - 横川駅間が開業した。その後、日本海側の直江津駅からも順次南下して線路が敷設され、軽井沢駅までの路線が1888年（明治21年）12月1日に完成した。しかし横川駅 - 軽井沢駅間には碓氷峠という古くからの難所があり、この区間は直線距離にすると10kmにもかかわらず標高差が552mもあるなど、鉄道にとっては非常に急勾配となるもので、工事も長期にわたっての難航が予想された。そのため、暫定的に両駅間を馬車鉄道によって結び、東京 - 直江津間の連絡と碓氷峠の鉄道敷設に要する資材輸送手段を確保しようと考えられた。これにより、後に国道18号となる道路上に線路を敷設することで開業したのが「碓氷馬車鉄道」である。旅客、貨物が好調で車両も増備したが、急勾配、急曲線のため線路や車輪の摩耗も激しく、馬匹も2頭引きの上、片道2回交代するなど経費がかかっていた。
そして、わずか2年後の1890年（明治23年）には鉄道庁が碓氷線の建設を決定。株主総代が4月には山縣有朋総理大臣、翌年5月には鉄道庁長官に対して会社資産の一切を買収する旨の請願書を提出したものの、「該社の設立は中山道鉄道布設の発令以降にして、早晩官設あるべきは知り渡りたることなれば、彼等は予め今日あるを十分覚悟の上に手着手したるものにして」として却下した。元々暫定的な鉄道であったため、1893年（明治26年）にアプト式ラックレールを採用して同区間の官営鉄道線が開通すると、開通僅か5年で廃線となった。廃止後一切の資材を群馬鉄道馬車に売却した。

## 路線データ
- 路線距離：横川 - 軽井沢間 19.1 km
- 複線区間：なし（全線単線）
- 電化区間：なし（全線非電化）
- 動力：馬力

## 運行概要
- 運行本数：旅客日4往復
- 所要時間：約2時間半

## 歴史
- 1887年（明治20年）
  - 7月 前橋市の高瀬四郎と矢島八郎[5]が発起人となって会社設立。横川 - 坂本間敷設特許認可
  - 12月28日 簡易馬車鉄道敷設の工事認可
- 1888年（明治21年）
  - 坂本 - 軽井沢間敷設特許認可
  - 9月5日 横川 - 軽井沢間線路敷設完了、営業開始
- 1893年（明治26年）4月1日 官営鉄道線開業に伴い廃止

## 駅一覧
横川 - 坂本 - 碓氷橋 - 熊ノ平 - 中尾橋 - 軽井沢
- 碓氷橋、中尾橋両所で馬の継替えをした。

## 車両
客車は下等車は定員10名で鉄製。長さ6尺（約1.8メートル）、幅4尺5寸（約1.3メートル）。また、定員5名の上等車もあり、下等車は2頭引き、上等車は1頭引きであった。
貨車は長さ3フィート3インチ（約1メートル）、幅2尺4寸（約0.7メートル）。フランスのドコービル社製であった。